# Яйца по-русски

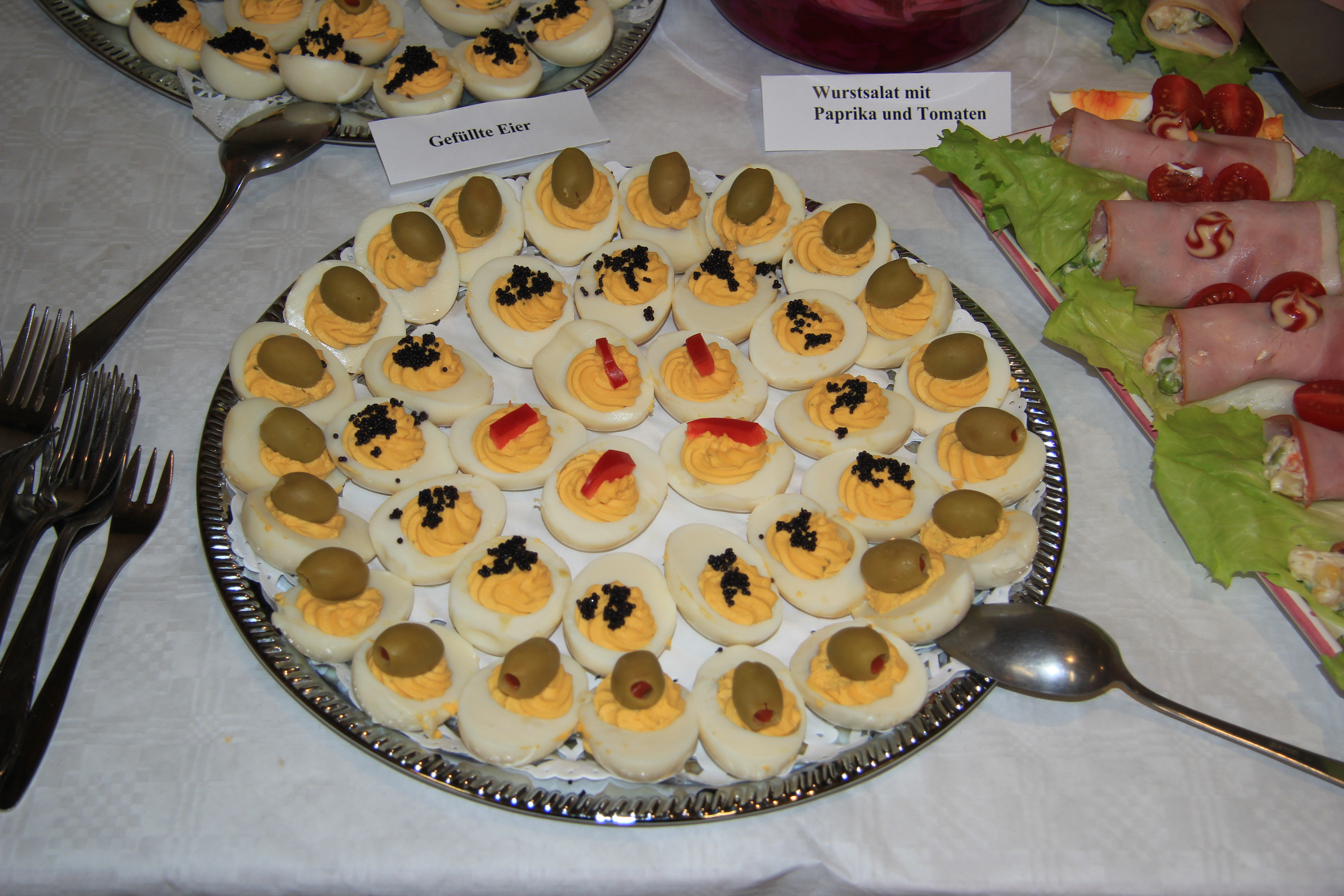
Яйца по-русски

Яйца по-русски (русские яйца, нем. russische Eier) — холодная закуска в немецкой кухне из отваренных вкрутую фаршированных яиц с кремообразной начинкой. Популярное блюдо для шведского стола.
В классическом варианте яйца по-русски начиняют смесью желтка с майонезом или ремуладом и чёрной икрой сверху. Название блюда очевидно идёт от используемой в нём икры, но также существует и версия, что название отсылает к любви русских к майонезу. В большинстве же рецептов, как обычно в фаршированных яйцах, яичный желток растирают и приправляют горчицей, сметаной или майонезом и добавляют анчоусы, каперсы, мелко рубленые маринованные огурцы и зелень, а затем полученной массой начиняют половинки яичного белка. В некоторых регионах половинки варёных яиц с икрой и майонезом выкладывают на картофельный салат и сервируют с мясным салатом, сёмгой и селёдочным салатом со свеклой.